# 1241
1241 (MCCXLI) a fost un an obișnuit al calendarului iulian.

## Evenimente

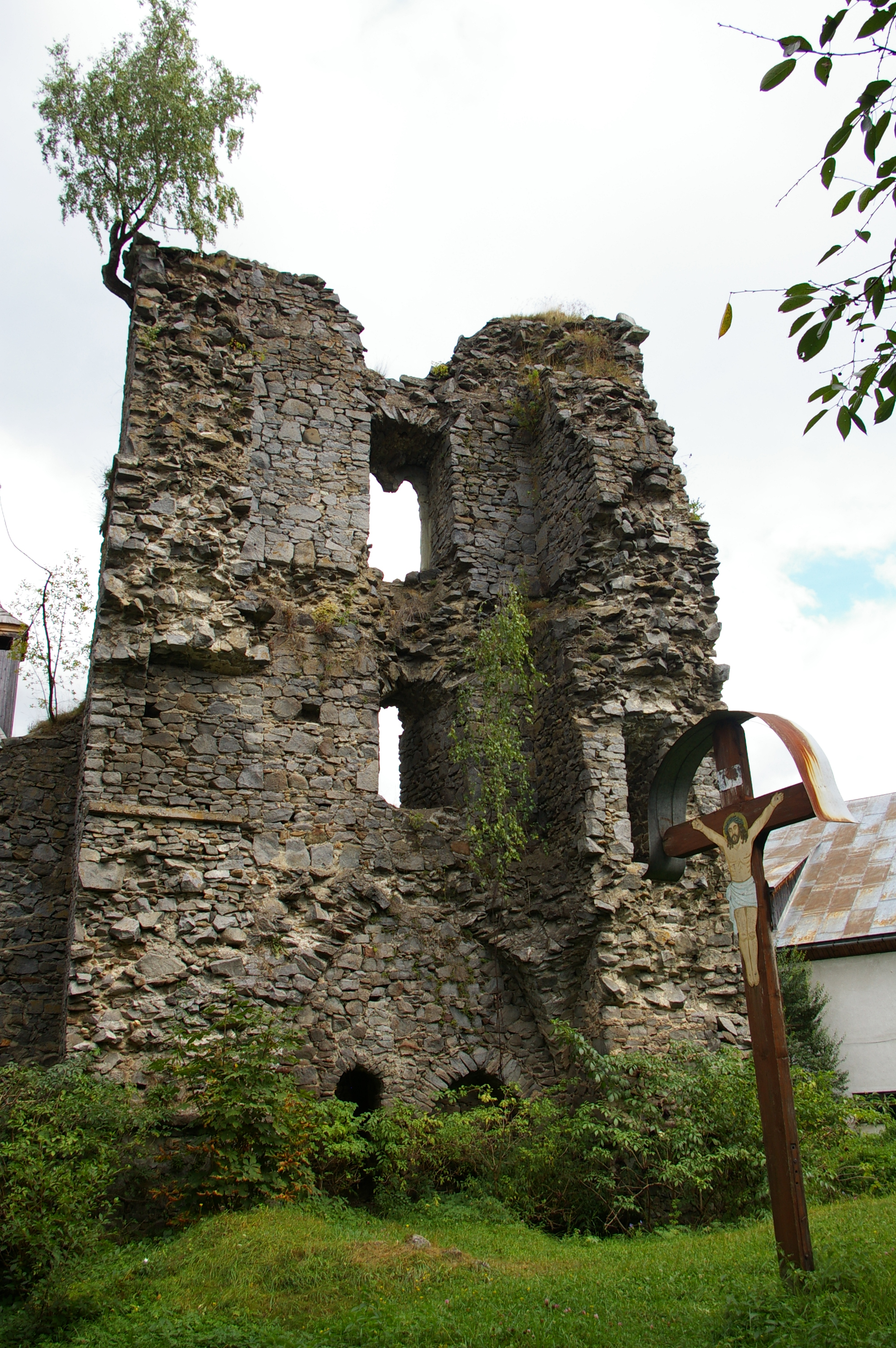
Ruinele bisericii medievale din Rodna, grav avariate în martie 1241

- 13 februarie: Marea invazie mongolă. Batu Han trece Vistula pe gheață, invadează Polonia, distruge Cracovia, deja părăsită de locuitori.
- 18 martie: Bătălia de la Chmielnick: mongolii distrug o armată polonă.
- 31 martie: Mongolii pătrund în Transilvania și ocupă Rodna. Meșteșugarii și minierii sași sunt deportați în Asia.
- 9 aprilie: Bătălia de la Liegnitz: sub comanda lui Baidar, mongolii distrug armata nobililor poloni, sprijinită de germanii conduși de ducele Sileziei, Henric al II-lea cel Pios.
- 11 aprilie: Bătălia de la Mohi: Batu Han și Subotai zdrobesc armata regelui Béla al IV-lea al Ungariei. Regele maghiar fuge până în Dalmația, găsindu-și refugiu în orașul Trogir. Mongolii ocupă Pesta.
- 14 aprilie: Orașul Faenza este ocupat de forțele împăratului Frederic al II-lea.
- 3 mai: Bătălia de la Meloria. Enzio, fiul natural al lui Frederic al II-lea, înfrânge flota papei Grigore al IX-lea și pe cea a genovezilor.
- 29 august: Tratatul de la Gwerneigron: conducătorul galez recunoaște pierderea titlului său regal în favoarea regelui Henric al III-lea al Angliei.
- 10 noiembrie: La moartea papei Celestin al IV-lea, începe o vacanță a scaunului papal ce va dura până la 1243.

### Nedatate
- aprilie: Benevento capitulează în fața lui Frederic al II-lea.
- iulie: Batu Han ajunge la Neustadt, în apropierea Vienei.
- decembrie: Moartea marelui han Ogodai atrage după sine retragerea mongolilor din Europa.
- Cavalerii gladiferi din Livonia ocupă Izborsk și Pskov, amenințând direct Novgorodul.
- Disputele regelui Eric al V-lea al Danemarcei cu fratele său, Abel, conducător în Estonia.
- Împăratul Lizong din Imperiul Song din China acceptă învățăturile neoconfucianiste.
- Orașele Hamburg și Lübeck semnează un pact de securitate a comerțului din Marea Baltică și Marea Nordului.
- Prima atestare documentară a orașului Bistrița.
- Revoltă turkmenă în Anatolia, cu conotații religioase.
- Richard de Cornwall, rudă a împăratului Frederic II de Hohenstaufen, partizan al alianței cu Egiptul, obține de la sultanul ayubid Malik-al Salih reînnoirea tratatului de la 1229, ca și restituirea de teritorii suplimentare (regiunea Sidonului, Galilea orientală cu Tiberiada, ținutul Jaffei și Ascalonului), care readuc Regatul de Ierusalim la granițele de la 1187.
- Tratat între împăratul de la Niceea, Ioan al III-lea Vatatzes, și Ioan Doukas Angelos, prin care ultimul renunță la pretențiile imperiale, primind în schimb titlul de despot; sfârșitul Imperiului de Salonic și începutul despotatului Epirului.

## Nașteri
- 4 septembrie: Alexandru al III-lea, viitor rege al Scoției (d. 1286)

## Decese
- 28 martie: Valdemar al II-lea, rege al Danemarcei (n. 1170)
- 9 aprilie: Henric al II-lea "cel Pios", 44 ani, Mare Duce al Poloniei (n. 1196)
- 24 iunie: Ioan Asan al II-lea, 50 ani, țar al Bulgariei (n. 1190)
- 22 august: Papa Grigore al IX-lea (n. ?)
- 23 septembrie: Snorri Sturlusson, scriitor islandez (n. 1178), asasinat de un trimis al regelui Haakon IV al Norvegiei (n. ?)
- 17 noiembrie: Celestin al IV-lea, papă (n. ?)
- 11 decembrie: Ogodai, han al mongolilor (n. ?)

## Înscăunări
- 28 martie: Eric al IV-lea Plogpenning, rege al Danemarcei (1241-1250)
- 25 octombrie: Celestin al IV-lea, papă (1241)
- Batu Han, conducător al Hoardei de Aur (1241-1245)